# 小行星6101
小行星6101（英語：6101 Tomoki）是一颗围绕太阳公转的小行星。1993年3月1日，浦田武在清水町发现了此天体。
这颗小行星的绝对星等为49.21810595837869等。